# IX. dinasztia
A IX. dinasztia az ókori Egyiptom egyik dinasztiája az első átmeneti kor idején.

## Története
Körülbelül i. e. 2160 és 2130 közt volt hatalmon. A VIII. dinasztiát követte; valószínűleg erőszakkal taszította le az előző uralkodócsaládot a trónról, amit az is tükröz, hogy első uralkodójukat Manethón – aki Akhtoész néven említi – elődjeinél kegyetlenebbnek írja le, és úgy jellemzi, hogy „gonosz dolgokat cselekedett egész Egyiptommal”.
A dinasztia Hut-Neni-Niszu (Hérakleopolisz) városából származott, ahogyan az őket követő X. dinasztia is. Egyiptom ebben az időben nem volt egységes: a központi hatalom meggyengült, helyi dinasztiák kormányoztak, az ország különböző részein időnként egyszerre több uralkodó is. A torinói királylista tizennyolc királyt sorol a IX.-X. dinasztiához, de a papirusz sérült, emiatt több név hiányos, olvashatatlan vagy elveszett.
A következő lista az ismert uralkodók egy lehetséges sorrendjét tartalmazza a torinói királylista alapján. Az egyiptológusok véleménye eltér azt illetően, milyen sorrendben követték egymást. A felsoroltak közül csak Meriibré Heti és Nebkauré Heti ismert korabeli leletekről is.
| Név                   | Megjegyzés                                                                   |
| --------------------- | ---------------------------------------------------------------------------- |
| Meriibré Heti         | Manethón Akhtoészként említi; nomoszkormányzó, aki megszerezte a trónt       |
| [név elveszett]       | –                                                                            |
| VII. Noferkaré        | Lehet, hogy azonos az Anhtifi nomoszkormányzó sírjában említett Kanoferrével |
| Nebkauré Heti         | Említi A paraszt panaszai                                                    |
| Szetut                | –                                                                            |
| [név elveszett]       | –                                                                            |
| Meri[…]               | –                                                                            |
| Sed[…]                | –                                                                            |
| H[…]                  | –                                                                            |
| [három név elveszett] | –                                                                            |
| Uszer(?)[…]           | –                                                                            |

## Fordítás
- Ez a szócikk részben vagy egészben  a   Ninth Dynasty of Egypt című angol Wikipédia-szócikk ezen változatának fordításán alapul.  Az eredeti cikk szerkesztőit annak laptörténete sorolja fel. Ez a jelzés csupán a megfogalmazás eredetét és a szerzői jogokat jelzi, nem szolgál a cikkben szereplő információk forrásmegjelöléseként.